# 横浜市交通局1000形電車

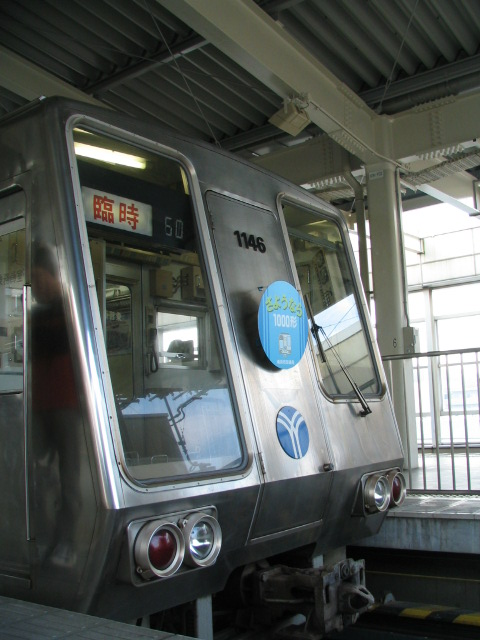
さよならヘッドマークを装着した最終日の1000形
（2006年12月16日 / 新羽駅）

横浜市交通局1000形電車（よこはましこうつうきょく1000けいでんしゃ）は、横浜市交通局が運営する横浜市営地下鉄の1号線・3号線（現行愛称、ブルーライン）で1972年（昭和47年）から2006年（平成18年）まで運行された通勤形電車。

## 概要
1号線の上大岡駅 - 伊勢佐木長者町駅間開業に伴って1971年（昭和46年）に落成した。1000形という形式は1号線用車両を表している。1971年（昭和46年）3月に第1編成が落成し、同年6月中旬から試運転を開始、8月初旬からは乗務員訓練に使用された。第2編成以降は同年6月以降に落成した。
開業当初は3両編成だったが、1977年（昭和52年）6月に5両編成に、さらに1985年（昭和60年）3月に6両編成とされた。そのため、1号車が制御電動車（Mc）、3号車が付随車（T）となっている。4号車は車両基地内での入換時に携帯用の簡易運転台が接続できる構造になっていた。車両形式は都営地下鉄三田線の6000形と同じ付番方式で、1000の桁が形式（1000形）、100と10の桁が編成番号（01 - ）、1の桁が湘南台・戸塚方から順に1号車…2号車の順に付番される。これは以降の形式に共通している。
初期車が落成した1971年（昭和46年）、日立製作所製の自動列車運転装置（ATO）が7編成分納入され、実際に1号線で営業運転に向けた試験を行い良好な成績を収めている。ただし、営業運転での実用化は見送られた。
最大で6両編成14本（84両）が在籍していたが、抵抗制御であったことや製造から30年を経過し、かつ老朽化が進んでいたため、2004年（平成16年）から3000R形と入れ替えで順次廃車が始まった。
2007年（平成19年）12月15日から開始された1号線・3号線のワンマン運転には対応せず、2000形とともに2006年（平成18年）12月13日をもって定期運用から離脱し、同年12月16日の「はまりんフェスタ」のさよならイベントを最後に営業運転を終了した。これをもって1号線・3号線の車両は3000形に統一された。
最後まで在籍していたのは1141F（第14編成）で、2006年11月28日から先頭車の前面に「さようなら1000形 横浜市交通局」と表記した特製のヘッドマークを装着し、2000形と同様に「はまりんフェスタ」までヘッドマークを装着した状態で運行された。
| 製造次車 | 製造所       | 竣工年月                    | 製造数                      | 製造名目                                                                                                |
| -------- | ------------ | --------------------------- | --------------------------- | --- |
| 1次車    | 川崎重工業   | 1971年11月                  | 3両編成7本（21両）          | 第1期（伊勢佐木長者町 - 上大岡間）開業用                                                                |
| 2次車    | 日本車輌製造 | 1974年5・7月 1975年11・12月 | 3両編成7本（21両）          | 第2期（上大岡 - 上永谷・伊勢佐木長者町 - 横浜間）開業用 1974年製造分は1次車の全般検査予備として先行製作 |
| 3次車    | 日本車輌製造 | 1977年5月                   | 中間車2両×14編成分 （28両） | 5両編成化用                                                                                             |
| 4次車    | アルナ工機   | 1984年12月 - 1985年2月      | 中間車1両×14編成分 （14両） | 6両編成化用                                                                                             |

- 上記の出典[9]

## 外観・車内
車体全長は18m級、客用ドアは片側3か所であり、他社局の3扉車に比べて車端の長い扉位置・窓配置が特徴となっている。内部構体は普通鋼製、車体外板のみステンレス鋼を用いたセミステンレス構造を採用した。前面は窓のない非常用貫通扉を中央に配し、窓ガラスの寸法は左右非対称であった。前面はスピード感を出すために「く」の字型の形状となっており、この意匠はその後ブルーラインの全形式に引き継がれている。（4000形を除く）
車体は基本的に無塗装だが、客用ドア部分はアクセントかつ識別のために、縦方向に青で塗装するという当時としては画期的なデザインが採用された。このため、1973年（昭和48年）鉄道友の会のローレル賞候補では、惜しくも小田急9000形に次ぐ得票数であった。車体は非冷房車で、屋根上には通風器が並んでおり、車内には全長にわたり横流ファン（ラインデリア）が並んでいる。
乗務員室の主幹制御器は、関東では珍しい前後にスライドする横軸レバーのツーハンドル式である。左側のマスコンハンドル（デッドマン装置付）は力行1 - 4ノッチ、右側のブレーキ設定器は常用ブレーキ1 - 7段・非常位置を有する。速度計は0系新幹線用に似たタイプで、ATC速度信号を表示する機能が付いた針が横に動くアナログ指針式のものである。

## 更新工事
製造当時は非冷房車だったが、1989年（平成元年）度 - 1992年（平成4年）度に冷房化改造と以下の更新工事を行った。この工事は半年近くの工期を要する大規模なものとなり、車体を東急車輛製造まで陸送して実施した。冷房改造車は1989年9月21日から営業運転を開始した
- 冷房装置を設置[3]。装置は集約分散式で、能力は19.77 kW (17,000 kcal/h) であり、これを車端部の屋根に埋め込む形で1両あたり2基を設置している[10]。
- 冷房化に伴い、電動発電機（13 KVA）を撤去し、電源用にDC-DCコンバータ（定格容量 80 kW）を新設[10]。
  - DC-DCコンバータはパワートランジスタ素子を使用したもので、三菱電機製[12]。出力電圧は空調電源用の直流600Vが50 kW、蓄電池用の直流100Vが6 kW、直流24Vが1 kW、内蔵CVCFインバータによる室内サービス機器用の単相交流200V,60Hzが21 kVA、単相交流100V,60Hzが2 kVAである[12]。

- 1両につき車内旅客案内表示器1台とマップ式の次駅案内装置を2台を客用ドア上に千鳥配置で搭載した[3]。
- 先頭車の乗務員室仕切りの後部にクロスシートを設置した[3]。
- 先頭車のクロスシートの反対側への車椅子スペースを設置した[10]。
- 前面の行先表示器を交換し、運行番号表示器はマグサイン式とされた[10]。
- 乗務員室は機器の更新工事が行われ、運転台はマスコン・ブレーキ設定器を含めて全面的に交換された[10]。

## 編成表
|          |                      | ← 湘南台方面あざみ野方面 → |               |               |               |               |                |
| 形式     | 形式                 | 1000形 （Mc1）             | 1000形 （M2） | 1000形 （T3） | 1000形 （M4） | 1000形 （M5） | 1000形 （Tc6） |
| 搭載機器 | 搭載機器             | Cont                       | MG,CP,BT      |               | Cont          | MG,CP,BT      |                |
| 車両重量 | 非冷房時             | 36.5t                      | 33.5t         | 27.0t         | 35.5t         | 33.5t         | 28.0t          |
| 車両重量 | 冷房化後             | 37.2t                      | 34.7t         | 28.1t         | 36.6t         | 34.7t         | 29.2t          |
| 車両番号 | 1次車 （川崎重工製） | 1011                       | 1012          | 1013          | 1014          | 1015          | 1016           |
| 車両番号 | 1次車 （川崎重工製） | 1021                       | 1022          | 1023          | 1024          | 1025          | 1026           |
| 車両番号 | 1次車 （川崎重工製） | 1031                       | 1032          | 1033          | 1034          | 1035          | 1036           |
| 車両番号 | 1次車 （川崎重工製） | 1041                       | 1042          | 1043          | 1044          | 1045          | 1046           |
| 車両番号 | 1次車 （川崎重工製） | 1051                       | 1052          | 1053          | 1054          | 1055          | 1056           |
| 車両番号 | 1次車 （川崎重工製） | 1061                       | 1062          | 1063          | 1064          | 1065          | 1066           |
| 車両番号 | 1次車 （川崎重工製） | 1071                       | 1072          | 1073          | 1074          | 1075          | 1076           |
| 車両番号 | 2次車 （日本車輌製） | 1081                       | 1082          | 1083          | 1084          | 1085          | 1086           |
| 車両番号 | 2次車 （日本車輌製） | 1091                       | 1092          | 1093          | 1094          | 1095          | 1096           |
| 車両番号 | 2次車 （日本車輌製） | 1101                       | 1102          | 1103          | 1104          | 1105          | 1106           |
| 車両番号 | 2次車 （日本車輌製） | 1111                       | 1112          | 1113          | 1114          | 1115          | 1116           |
| 車両番号 | 2次車 （日本車輌製） | 1121                       | 1122          | 1123          | 1124          | 1125          | 1126           |
| 車両番号 | 2次車 （日本車輌製） | 1131                       | 1132          | 1133          | 1134          | 1135          | 1136           |
| 車両番号 | 2次車 （日本車輌製） | 1141                       | 1142          | 1143          | 1144          | 1145          | 1146           |

凡例
- 青枠内オレンジ色   のM4・M5車は3次車（日本車輌製）
- 青枠内黄緑色   のT3車は4次車（アルナ工機製）
- Cont：制御装置、MG：電動発電機、CP：空気圧縮機、BT：蓄電池
  - 冷房化改造時にMGはDC-DCコンバータに取り替え

### 車両搬入
開業当初の1次車は、車両基地を含めて地上部が全くないことから、蒔田駅付近のトンネル上部に搬入口を設置し、クレーン車を用いて地下に搬入させた。
2次車のうち、1974年製造分（3両編成2本）は1次車の全般検査に関わる予備車として先行製作されたもので、こちらは港南中央駅付近の本線トンネル上部に搬入口を設置して、地下に搬入した。1975年製造分（3両編成5本）は上永谷車両基地が未完成のため、クレーン車で上永谷駅付近の高架線上へ吊り上げるという地下鉄車両としては極めて珍しい車両搬入が実施された。3次車や2000形以降は、ようやく上永谷車両基地が完成したことから、同車庫から搬入作業が実施されている。

### バッテリー機関車
- 1975年（昭和50年）11月、上永谷車両基地に1000形 20 tバッテリー機関車が納入された[14][15]。日本車輌製造製で[14]、車籍こそないが1001号車を名乗っており、その前頭部は本形式と酷似していた[15]。

## 保存車
- 廃車時、ある鉄道会社（社名非公表）から譲渡の打診があったが、実現には至らなかった[1]。
- 2006年3月に運転を終了した1011F（第1編成）は開業時の3両（1011-1012-1016）となって新羽車両基地に動態保存されている[1]。2012年11月には現役引退以来6年ぶりに一般公開された[16]。
- 廃車された車両の一部は、個人に譲渡されたほか、第4編成の1号車（1041）が横浜市金沢区の横浜市資源循環局金沢工場[17]でストックヤードとして再使用されていた[18]が、2020年現在では既にストックヤードとしての利用を終了し、年1度実施される「金沢工場 3R夢!フェスタ」での見学用に残されている[19]。
- 上永谷車両基地には1000形の先頭車をカットボディ状態にしたものを研修用車両として置いてある。

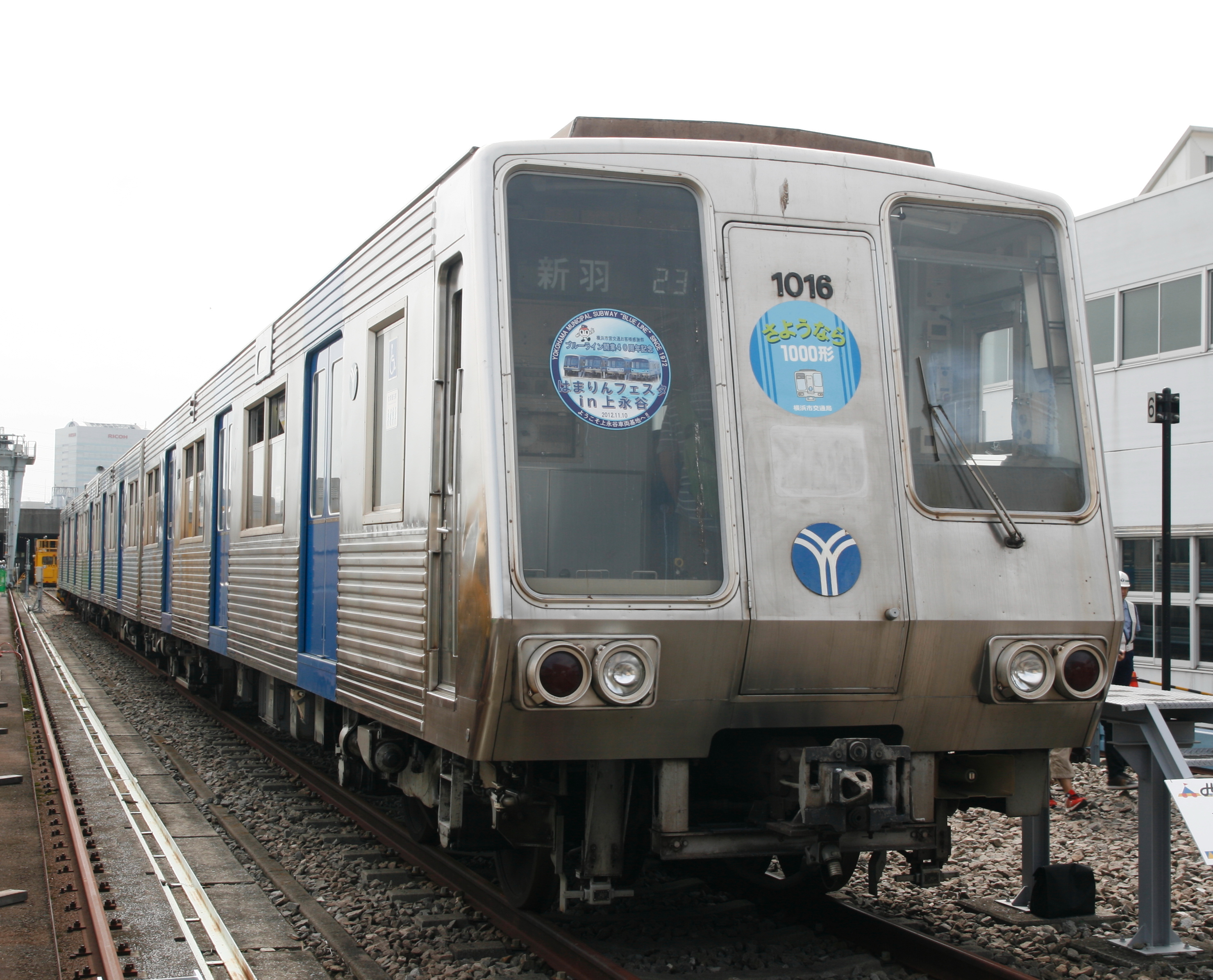
新羽車両基地に保存された1011F
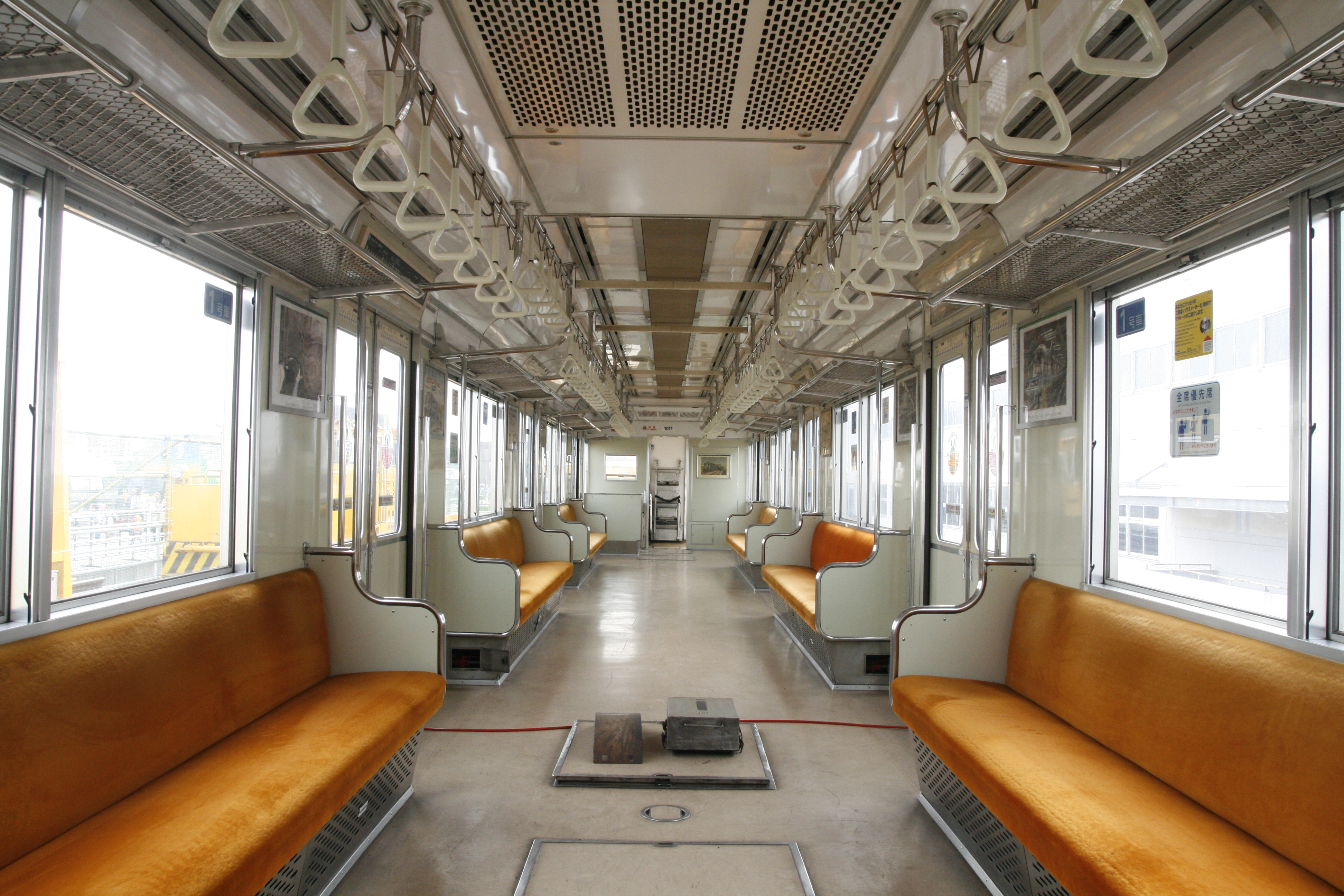
1011号車の車内
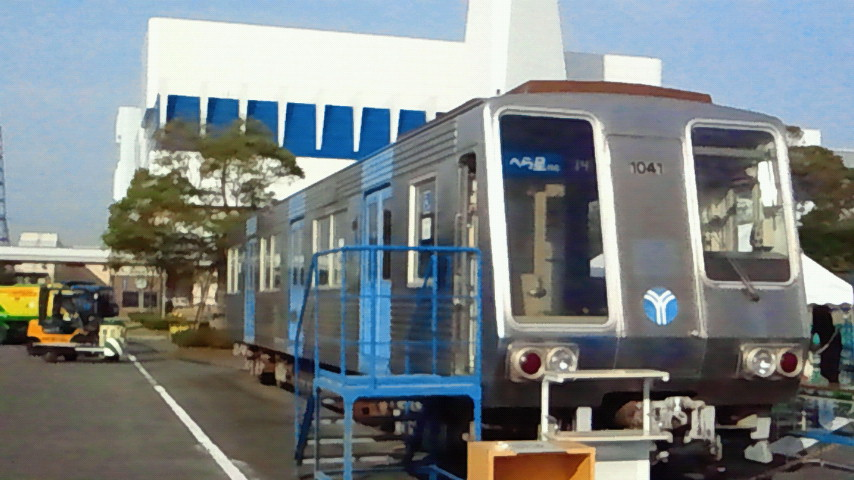
資源循環局金沢工場で保存された1041号車
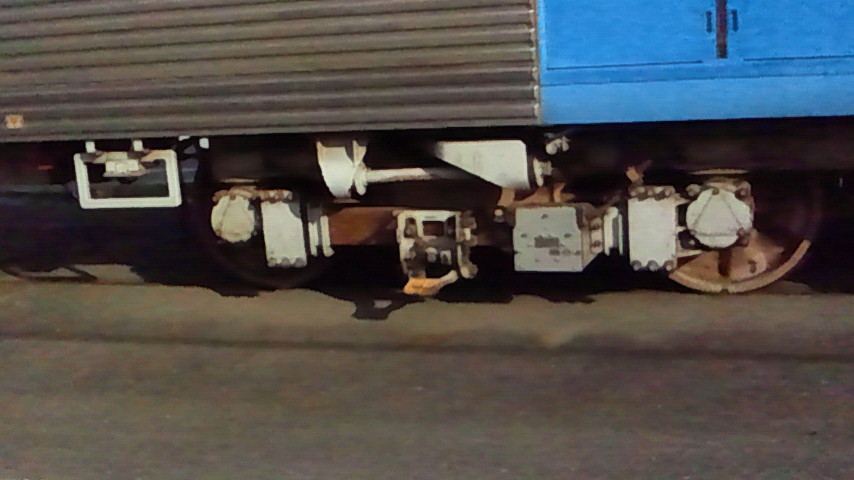
台車
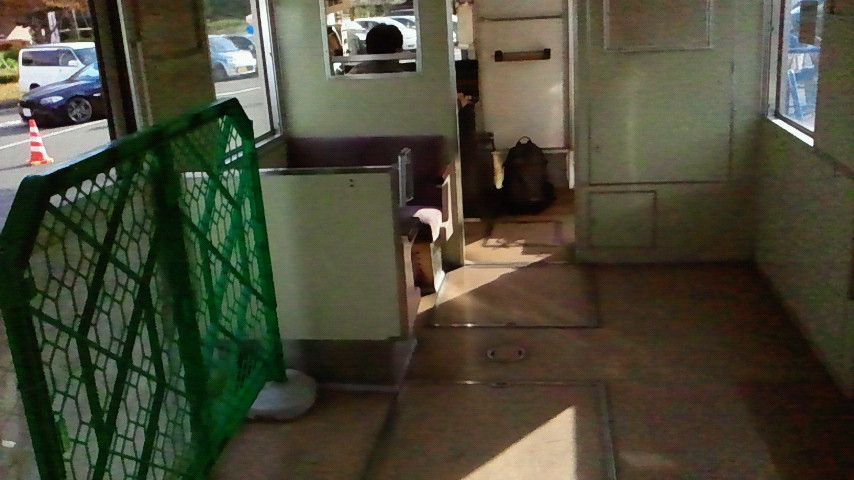
車内（車椅子スペース）
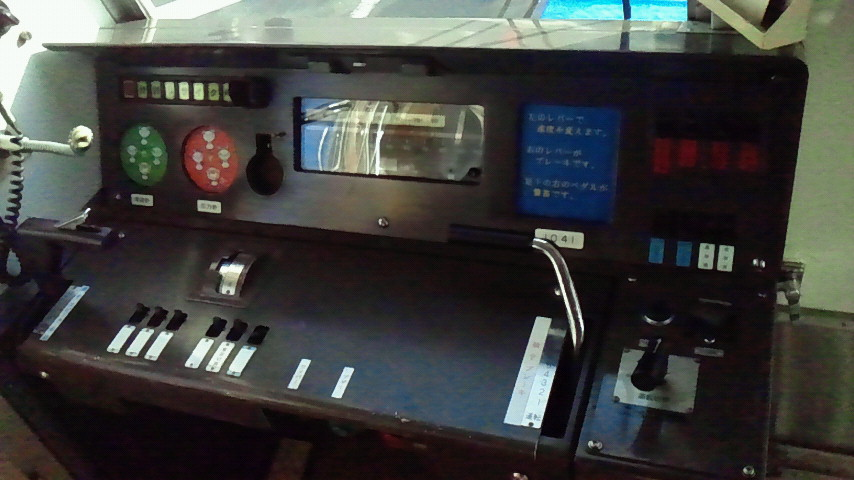
運転台